# Black Mirror (игра)
Black Mirror — компьютерная игра в жанре квеста, разработанная компанией King Art и изданная THQ Nordic. Является перезапуском серии The Black Mirror, выходившей в 2003—2011 годах.
Игра получила средние оценки от критиков. Они отмечают среднюю графику, в частности анимации и лица персонажей, плохую оптимизацию, местами встречающиеся интересные головоломки и отличную готическую атмосферу. Критики пишут о камерности и отсутствии погружения в сюжете Black Mirror.

## Игровой процесс
Black Mirror — это квест. В таких играх от игрока требуется направлять главного героя для взаимодействия с персонажами и окружением, чтобы решать различные головоломки и тем самым продвигаться дальше по сюжету.
В некоторых местах игры у игрока есть выбор между несколькими вариантами действий, однако это не оказывает серьёзного влияния на сюжет.
В начале Black Mirror встречается множество головоломок, свойственных классическим играм жанра, однако по мере продвижения игрока по сюжету таких элементов становится вытесняются другими.
Длина игры составляет примерно 5-7 часов.
В Black Mirror есть возможность управления при помощи клавиатуры и мыши или только геймпада.

## Сюжет
Действие Black Mirror происходит в 20-х годах XX века. Главным героем игры является Дэвид Гордон. Из-за того, что многие его предки умирали в при жутких обстоятельствах, что, возможно, связано с родовым поместьем «Чёрное зеркало», он проживал в Британской Индии по совету отца, однако по причине загадочной смерти последнего ему приходится вернуться в замок, чтобы решить вопросы, связанные с наследством, но по прибытии его встречают довольно недружелюбно.

## Критика
| Сводный рейтинг       | Сводный рейтинг                     |
| Агрегатор             | Оценка                              |
| --------------------- | ----------------------------------- |
| Metacritic            | ПК: 60/100 PS4: 54/100 XOne: 57/100 |
| Иноязычные издания    |                                     |
| Издание               | Оценка                              |
| Game Informer         | 6/10                                |
| GameStar              | 68/100                              |
| Adventure Gamers      | [ 4 ]                               |
| Eurogamer Italy       | 4/10                                |
| IGN Spain             | 6/10                                |
| Русскоязычные издания |                                     |
| Издание               | Оценка                              |
| 3DNews                | 5/10                                |
| ITC.ua                | [ 5 ]                               |
| Riot Pixels           | 55 %                                |
| «Игромания»           | 5,0/10                              |
| «Канобу»              | 7/10                                |

Согласно агрегатору рецензий Metacritic, Black Mirror получила «смешанные отзывы» от критиков на всех платформах. Элис Фэйвис из Game Informer пишет, что графика и звук создают жуткую атмосферу, однако озвучка и выражения лиц персонажей неуклюжи и «деревянные». Она также отмечает то, что зафиксированные углы камеры дезориентируют игрока, запутанность сюжета и редкие хорошие головоломки. Денис Щенников из 3DNews Daily Digital Digest критикует Black Mirror за скудную визуальную составляющую, а также за нелогичные последовательности действий, требуемых от игрока, и неумелое повествование. Как и обозреватель из GI, он отметил атмосферу и местами встречающиеся интересные головоломки. Юрий Мелков из ITC.ua пишет о неудобном управлении в версии для персональных компьютеров. Олег Зайцев из Riot Pixels отмечает: «Кроме редких дивных декораций и не очень внятной таинственной истории этой Black Mirror почти нечего противопоставить своей великой предшественнице». Елизавета Полякова из «Игромании» пишет о камерности сюжета игры, плохих анимациях персонажей, ненужных выборах в диалогах и QTE, проблемах с оптимизацией и скучном игровом процессе. Обозреватель из Канобу отмечает увлекательную историю, скрывающуюся за не лучшей технической реализацией.
Некоторые русскоязычные обозреватели отмечают проблемы с локализацией: «Игромания» пишет, что местами перевод частичен или отсутствует, а субтитры иногда и вовсе пропадают. 3DN Daily Digital Digest обращает внимание на момент, в котором персонаж Black Mirror говорит о переводе слова с гэльского языка, однако в субтитрах это слово на английском, при этом это слово и есть название игры.